# Benoît Joly
Pour les articles homonymes, voir Joly.
Benoit Joly B.A.V. est un auteur québécois de bande dessinée, illustrateur, caricaturiste et blogueur né le 10 juin 1963 à Joliette au Québec (Canada).
Il est l'un des pionniers de la BD d'auteur au Québec.

## Biographie
C'est dans les années 1970, alors adolescent, que Benoit Joly commence à réaliser des bandes dessinées de super-héros sous le pseudonyme de Benjo et publiées dans les fanzines du Club des Super-héros, , , au Québec.
Il étudie en Arts plastiques au CEGEP de Joliette, où il fonde le fanzine Opium en 1981 avec l'aide de Martin Laplante. Dans le même temps, il collabore aussi à plusieurs périodiques de science-fiction et fantastique en publiant des BD et des illustrations, dont Empire, , , Laser, Solaris, , et Carfax.
Benoit Joly vient à Québec en 1983 pour continuer ses études à l'Université Laval, où il est diplômé en Arts Visuels en 1986. C'est là qu'il fonde le magazine Enfin Bref avec Marc Forest, Pierre Drysdale, Gag (André Gagnon), Danny Gagnon et Marc Pageau, , , , et qu'il participe à la création de la Société des Créateur(trice)s et Ami(e)s de la Bande Dessinée (ScaBD) en 1985. Il devient aussi un joueur actif de sa Ligue d’improvisation en bandes dessinées.
Après l'aventure Enfin Bref, il lance un fanzine de recherche et d'expérimentation en bande dessinée et en graphisme intitulé Rachel avec l'aide de Suzanne Payette. Fort de cette expérience, Joly réorganise le bulletin d'information de la ScaBD et fonde Zeppelin dont il assure le graphisme et la mise en page.
En 1987, il se mérite le Prix Solaris volet bande dessinée, pour l'histoire Les Immobiles qui est publiée dans le magazine Solaris no 74 en juillet de la même année.

« Dessinateur de Québec, Benoit est à notre avis un jeune auteur québécois de BD à surveiller de très près ; il a su développer rapidement un style très personnel, et en fait, plus qu'un style, un univers. C'est ce qui a séduit le jury, en plus d'une narration très maîtrisée, toute en effets feutrés ; même le relatif manque de fraîcheur du thème ne suffit pas à détruire le haut niveau d'ensemble ». »

Benoit Joly réalise ensuite de nombreuses histoires courtes pour diverses publications telles La Tordeuse d'épinal et Bambou, . Il fonde sa propre maison d'édition, Raz-de-marée, et lance plusieurs de ses albums de bande dessinée.
Il publie nombre de ses illustrations dans la revue Nuit Blanche à la fin des années 1980. Benoit Joly scénarise dans le même temps un album de bande dessinée réaliste pour le dessinateur Marc Pageau, intitulé Jacque Tiroir, publié en 1991 aux Éditions du Phylactère, .

« Par contre, plusieurs lecteurs m'ont affirmé avoir beaucoup apprécié cette oeuvre. Il faut dire qu'on y trouve une grande qualité graphique et une imagination féconde. Plus encore, pour lier aussi subtilement vie imaginaire et vie réelle, il fallait un talent de narrateur tout à fait remarquable. Ma relative déception provient sans doute des attentes que j'entretenais envers les auteurs. Marc Pageau, qui a fait le dessin et a collaboré au scénario, est un travailleur acharné et rigoureux, en constante évolution, sans doute un des auteurs québécois qui a poussé le plus avant la réflexion sur le découpage d'une planche. Quant à Benoit Joly, même si le Québec regorge de talents, les auteurs de sa trempe se comptent sur les doigts de la main d'un homme-tronc. Ses productions se font rares depuis trop longtemps et on ne saurait que s'en attrister. »

Benoit Joly ralentit ses activités de créateur dans les années 1990. Il ressurgit en 1999 avec la publication de l'album Exit (complété par Le Théâtre Aquatique), réédité aux éditions Kami-Case.
Depuis, il publie des rééditions de son travail et travaille à la création d'albums publiés aux Éditions Les 400 coups, collection Mécanique générale.

## Publications

### Albums
- Exit[23], éditions Raz-de-marée, Québec, 1987
Scénario et dessin : Benoit Joly
- Théâtre aquatique : un Sentiment océanique, éditions Raz-de-marée, Québec, 1987
Scénario et dessin : Benoit Joly
- La belle maison de madame Brenda Blackboxmaker, éditions Raz-de-marée, Québec, 1988
Scénario et dessin : Benoit Joly & Denis Goulet
- Jacque Tiroir[19], [20], [21], Éditions du Phylactère, Montréal, 1991
Scénario : Benoit Joly - Dessin : Marc Pageau -  (ISBN 2921313170)
- Exit (suivi de Théâtre aquatique), éditions Kami-Case, Montréal, 1999
Scénario et dessin : Benoit Joly -  (ISBN 292205604X)
- Parlez-moi, Colosse, Montréal, 2002
Scénario et dessin : Benoit Joly
- Pour une personne, Éditions Les 400 coups collection Mécanique générale, Montréal, 2003
Scénario et dessin : Benoit Joly -  (ISBN 9782922827095)
- Démons d'après-midi, éditions Les 400 coups collection Mécanique générale, Montréal, 2003
Scénario et dessin : Benoit Joly -  (ISBN 2922827127)
- Une histoire de John Smith, Colosse éditeur, Montréal, 2006
Scénario et dessin : Benoit Joly
- The Road, Colosse éditeur, Montréal, 2006
Scénario et dessin : Benoit Joly
- Hiatus, éditions Les 400 coups collection Mécanique générale, Montréal, 2007
Scénario et dessin : Benoit Joly -  (ISBN 9782922827323)
- Images en stock : science-fiction, éditions Moelle Graphique collection Faux&oS, Québec, 2011
Scénario et dessin : Benoit Joly -  (ISBN 9782923701240) (préface de Marc Pageau)

### Albums collectifs
- Et vlan ! On s'expose... Quinze ans de bande dessinée dans la région de Québec — 1971/1985[24], Société des créateur(trice)s et ami(e)s de la Bande dessinée (ScaBD), Québec, 1985.
Scénario et dessin : Collectif
- Vol de nuit[25], Société des créateur(trice)s et ami(e)s de la Bande dessinée (ScaBD), collection Zeppelin le ballon qui éclate !, Québec, 1990.
Scénario et dessin : Collectif
- Correspondance[26], Société des créateur(trice)s et ami(e)s de la Bande dessinée (ScaBD), collection Zeppelin le ballon qui éclate !, Québec, 1990.
Scénario et dessin : Collectif
- D.J.A.B.E.[27], PAJE éditeur, Montréal, 1990.
Scénario et dessin : Collectif
- Les vidangeurs d'image, Éditions du Phylactère, Montréal, 1991.
Scénario et dessin : Collectif
- Avons-nous les bons pneus ?[22], Éditions Les 400 coups collection Mécanique générale, Montréal, 2001.
Scénario et dessin : Collectif -  (ISBN 9782922827019)
- Bagarre, Colosse, Montréal, 2009.
Scénario et dessin : Collectif

### Périodiques
Magazines
- Solaris[7], [8], [28], revue de science-fiction et de fantastique 1982-1988, 2000 ;
- Somnambulle[24], [29], revue de BD québécoises 1985 ;
- Enfin Bref[11], [12], [13], [14], revue de BD québécoises 1985-1986 ;
- La tordeuse d'épinal, bandes dessinées, 1986-1988 ;
- Bambou[17], [18], la bande décidée d'ici, 1987-1989 ;
- Safarir, magazine de l'humour illustré 1989 ;
- Nuit Blanche, magazine littéraire 1987-1989 ;
- Rétrospec, magazine artistique 1990 ;
- Spoutnik[30], revue BD, 2000 ;
- Zine Zag, 100 % BD, 2001.

Journaux
- Le Soleil, quotidien de Québec, 1985 ;
- L'Hebdo de Portneuf, hebdomadaire de la région de Portneuf, 1985.

Fanzines
- Le club des super-héros[1], [2], [3], bande dessinée de science-fiction, éditions Robert Valade, avant 1980 ;
- Opium, journal du club de caricature et de BD du CEGEP de Joliette, 1981-1996 ;
- Le Bloc, journal étudiant du CEGEP de Joliette, 1981-1983 ;
- Laser, bande dessinée de science-fiction, 1982 ;
- Empire[4], [5], [6], revue de science-fiction et fantastique 1982-1983 ;
- Carfax[9], les univers de l'étrange 1985 ;
- Rachel[31], [32], revue de BD expérimentale 1985-1986 ;
- Blanc citron, humour loufoque, 1986 ;
- Nidi-Nilu, journal des étudiants en arts plastiques de l'Université Laval 1986-1987 ;
- Arg !, humour macabre 1987 ;
- Zeppelin, première version 1987-1989 ;
- Tauromachie, BD et sexualité, Éditions Romanichels, Québec, 1988 ;
- Tabasko !, bande dessinée 2000 ;
- Fanzine Bidon, bandes dessinées 2004 ;
- MensuHell[33], bandes dessinées 2007-2008.

## Expositions collectives
- 1983 : Exposition des finissants, CEGEP de Joliette, Joliette ;
- 1984 : Les Grands Voiliers, Salon international du livre de Québec, Québec ;
- 1985 : Et Vlan ! On s'expose... Quinze ans de bande dessinée dans la région de Québec — 1971/1985[34], [35], Galerie d'art La Passerelle, Sainte-Foy et Premier Salon international de la bande dessinée de Montréal, Montréal ;
- 1986 : Quand la b.d. sort de ses gonds, Galerie Skol, Montréal ;
- 1987 : Le printemps de la bande dessinée[36], [37], [38], Musée du Bas-Saint-Laurent, Rivière-du-loup ;
- 1988 : Symposium de b.d. actuelle de Québec[39], [40], [41], [42], Palais Montcalm, Québec ;
- 1991 : Gag[43], Centre de documentation et d'animation en bande dessinée, Québec ;
- 1993 : Hybride, bande dessinée et art actuel[44], Centre de documentation et d'animation en bande dessinée, Québec et Galerie Regart, Lévis ;
- 1997 : Les aventures de la bande dessinée québécoise au Musée du Québec[45], [46], [47], Musée du Québec, Québec ;
- 2009 : Les 50 ans d'Astérix et d'Obélix : un hommage, XXIIe Festival de la bande dessinée francophone de Québec, Québec ;
- 2009 : Bagarre, CEGEP du Vieux-Montréal, Montréal.

## Distinctions
- 2008 :  Finaliste Prix Bédéis causa — Grand Prix de la Ville de Québec (meilleur album de langue française publié au Québec par un ou des auteur.e.s canadien.ne.s), Festival de la bande dessinée francophone de Québec, au gala des Bédéis Causa pour Hiatus, Éditions Les 400 coups, collection Mécanique générale, 2007 ;
- 1987 :  Lauréat Prix Solaris volet bande dessinée, pour la BD Les Immobiles publiée dans le magazine Solaris (no 74, juillet 1987)[15] ;
- 1984 :  Lauréat 1re mention (catégorie adulte), Concours de bande dessinée « Les Grands Voiliers » (2000 participants), Salon international du livre de Québec[48].